# Rory O'Moore
Rory O'Moore (en irlandés: Ruairí Ó Mórdha) (c. 1600– 16 de febrero de 1655), transcrito también como Roger O'Moore o O'More, fue un terrateniente irlandés perteneciente a un antiguo linaje gaélico, destacado por ser uno de los organizadores principales de la Rebelión de 1641.

## Primeros años
O'More pertenecía a una antigua familia noble irlandesa descendente de Conall Cernach. Nació en torno a 1600, bien en Laois o más probablemente en Balyna, la propiedad de su padre en el Condado de Kildare.
El tío de O'Moore, Ruairí Óg Ó Mórdha, Rey de Laois, había luchado contra los invasores ingleses. En 1556 María I confiscó el territorio de los O'Moore y creó el "Condado de la Reina" (actualmente, Condado de Laois). Más de 180 miembros de la familia, que no habían tomado parte en ninguna rebelión, fueron asesinados por los ingleses, junto con prácticamente todos los jefes de Laois y Offalyy en un banquete en Mullaghmast, Condado de Kildare en 1577, y Rory Óg y su mujer Maighréad O'Byrne, hermana de Fiach MacHugh O'Byrne, fueron perseguidos y asesinados poco después. Esto provocó la caída política de la familia O'Moore; sus propiedades fueron entregadas a colonos ingleses'.

## Líder de la Rebelión de 1641
Ante la debilidad de la Corona Inglesa durante la Guerra de los Obispos en 1641, O'More planeó dar un golpe incruento para derrocar al gobierno inglés en Irlanda. Junto con Connor Maguire, Barón de Enniskillen planeó tomar el Castillo de Dublín, que era custodiado por una pequeña guarnición, el 23 de octubre de 1641. Sus aliados en el Úlster, dirigidos por Sir Phelim O'Neill conquistaría los fuertes y las ciudades de la provincia. Los líderes asumirían el gobierno de Irlanda y ofrecerían su lealtad al rey Carlos. Fueron traicionados, y el plan fue descubierto el 22 de octubre, en el primer fracaso de los rebeldes. O'Neill obtuvo cierto éxito, y O'More consiguió establecer una rápida alianza entre los clanes gaélicos del Úlster y los Ingleses Viejos de Leinster.
En noviembre de 1641 las fuerzas irlandesas pusieron sitio a Drogheda, y una fuerza realista viajó al norte a detenerla. O'More y el ejército irlandés de Leinster salieron a su paso, siendo derrotados en la Batalla de Julianstown el 29 de noviembre.
Durante las guerras confederadas que comenzaron a continuación, uno de los logros más destacados de O'Moore fue conseguir reclutar para el bando irlandés a Owen Roe O'Neill del servicio español en 1642. O'Moore se puso al frente de las fuerzas confederadas emplazadas en los actuales Condado de Laois y Offaly, que permanecieron pacíficos, y ayudó a forjar alianzas con Inchiquin en 1647 y Ormonde en 1648. Sin embargo, esta gran alianza no fue capaz de contener la invasión de Cromwell (1649–53), durante la que se estima que fue asesinada un tercio de la población irlandesa, en un intento de genocidio proyectado por Cromwell.

 

## Años finales
El Obispo Michael Comerford escribió que tras su derrota en la Batalla de Kilrush en abril de 1642, O'More se retiró y murió en la ciudad de Kilkenny en el invierno de 1642–43, habiendo cofundado allí la Confederación católica irlandesa unos pocos meses antes. Aun así esto ignora sus contactos con Inchiquin y Ormonde en 1647–48. Otros dicen que huyó a la isla de Inishbofin, Condado de Galway tras la caída de Galway en 1652. En la iglesia de San Colman existió una inscripción conmemorativa:
- "En memoria de muchos valientes irlandeses que se exiliaron en esta Sagrada Isla, y en particular Rory O'More, un valiente cacique de Leix, que después de luchar por la Fé y la Patria, disfrazado como un pescador huyó de su isla a un lugar seguro. Murió poco después, martir de su Religión y su Condado, hacia 1653. Era estimado y amado por sus compatriotas, que celebraron sus muchas muestras de valor y su bondad en sus canciones y reverenciaban su recuerdo, de tal modo que era una expresión común entre ellos; "Dios y Nuestra Señora nos ayuden y Rory O'Moore".

Comerford citó a historiadores anteriores que escribieron que una contraseña similar en Kildare era: "Nuestra confianza está en Dios y Nuestra Señora, y Rory O'More".

## Descendientes
O'More se casó con Jane, hija de Sir Patrick Barnewall de Turvey, Donabate, Condado de Dublín, y tuvieron dos hijos y cuatro hijas. Muchos historiadores creen que pudo ser el padre de James Moore, gobernador de la Provincia de Carolina y por lo tanto un antepasado del General americano Robert Howe, del Mayor James Moore (oficial del Ejército Continental), del Gobernador Confederado Secesionista de Luisiana, Thomas Overton Moore y del millonario Louis Moore Bacon.
Su hacienda de Balyna fue heredada de Calvagh O'More por el hermano de Rory, Lewis. Después, pasó al último descendiente O'More de Lewis Letitia que descendía también de Rory O'More ya que su abuelo se había casado con una prima segunda. Letitia se casó con un tal Richard Farrell en 1751: esta familia Farrell tomó a partir de entonces el apellido More O'Ferrall y vivió en Balyna hasta que la vendieron en 1960; miembros de los More O'Farrell poseyeron también Kildangan stud en Monasterevin hasta 1990. Uno de ellos fue el político Whig/Liberal del siglo XIX Richard More O'Ferrall, Parlamentario por Kildare.
Su hija Anne se casó con Patrick Sarsfield, miembro de una antigua familia católica de Ingleses Viejos de la Empalizada. Su nieto Patrick Sarsfield, Conde de Lucan fue uno de los héroes irlandeses que dirigieron los ejércitos Jacobitas en las Guerras Guillermitas y que abandonó Irlanda en la Fuga de los Gansos Salvajes.
Otro línea de Anne pasa a través de William Sarsfield de Lucan - Charlotte m. A. Vesey - Anne m. Sir John Bingham - Charles Bingham - Lavinia, née Bingham, y entonces a través de los condes Spencer hasta la Princesa Diana (d.1997).
El Puente de Rory O'More de Dublín fue rebautizado en su honor.

## Artes
La película Rory O'More, realizada por la Kalem Company en 1911, dirigida por Sidney Olcott y Robert G. Vignola, sitúa la rebelión de O'More en 1798 en lugar del siglo XVII, y traslada la acción a los Lagos de Killarney.